# Nazionale maschile di hockey su prato dell'Egitto
La nazionale di hockey su prato dell'Egitto è la squadra di hockey su prato rappresentativa dell'Egitto.

## Partecipazioni

### Mondiali
- 1971-2006 – non partecipa

### Olimpiadi
- 1908-1988 - non partecipa
- 1992 – 12º posto
- 1996 - non partecipa
- 2000 – non partecipa
- 2004 – 12º posto
- 2008 - non partecipa

### Champions Trophy
- 1978-2008 – non partecipa

### Hockey African Cup of Nations
- 2009 - 2º posto